# Kastell Arrabona

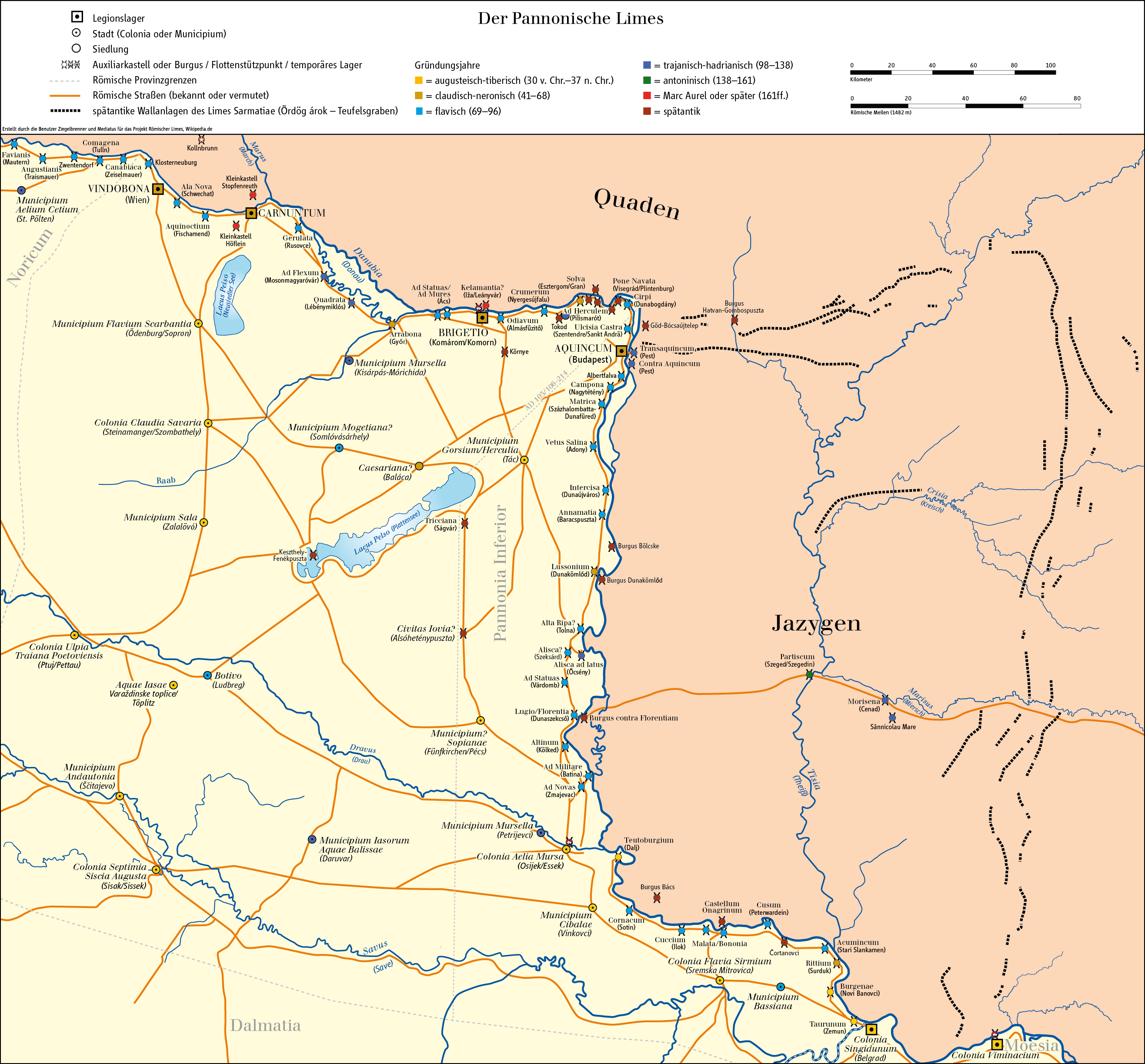
Lage von Arrabona am oberpannonischen Limes

Ausschnitt aus der Tabula Peutingeriana mit Angabe der Etappenstation Arrabo, Streckenabschnitt Carnuntum-Brigetio

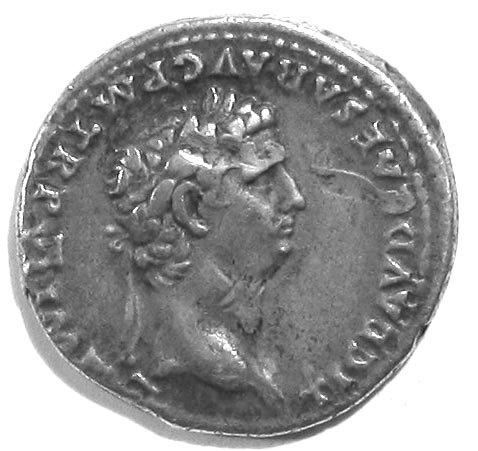
Münzportrait des Claudius

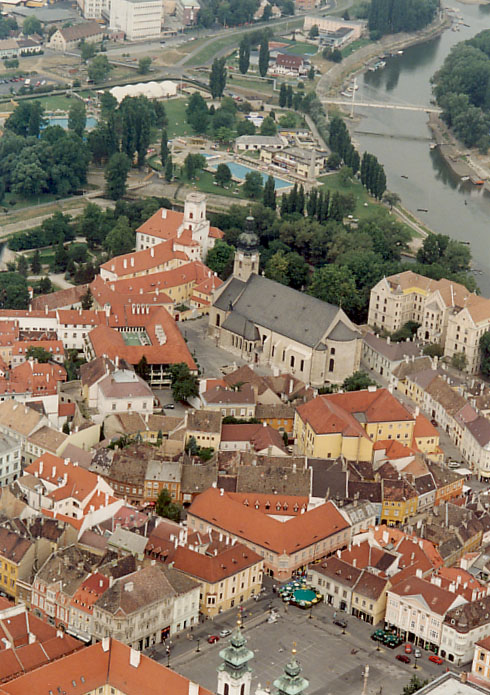
Luftaufnahme von Győr, Kaptalan-Hügel, Areal des ehemaligen Kastells am Ufer der Raab und des Vicus am Szecheny Platz (unterer Bildrand)

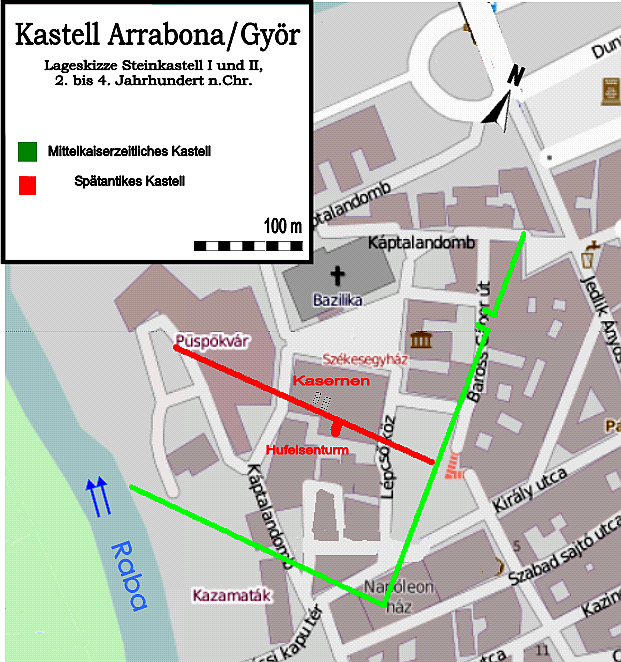
Lageskizze Steinkastell I und II

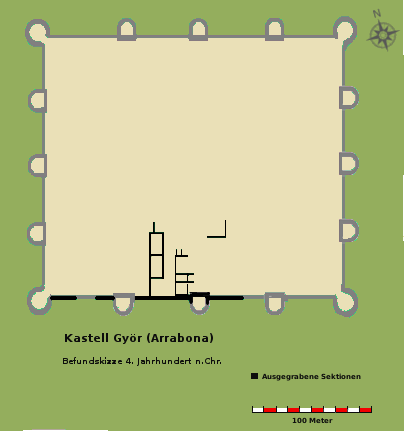
Befundskizze des spätantiken Kastells

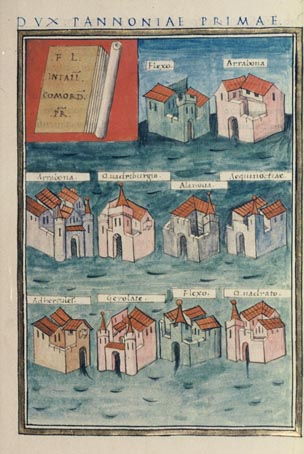
Arrabona (oben) in der Notitia Dignitatum, Kastelle des Dux Pannoniae Primae et Norici Ripensis

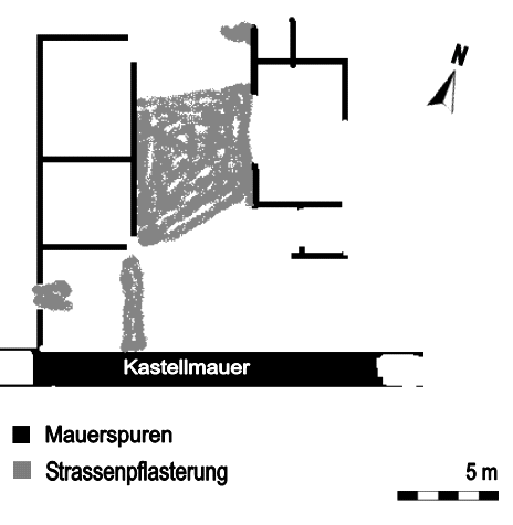
Befundskizze Kaserne und Praetorium an der Südmauer

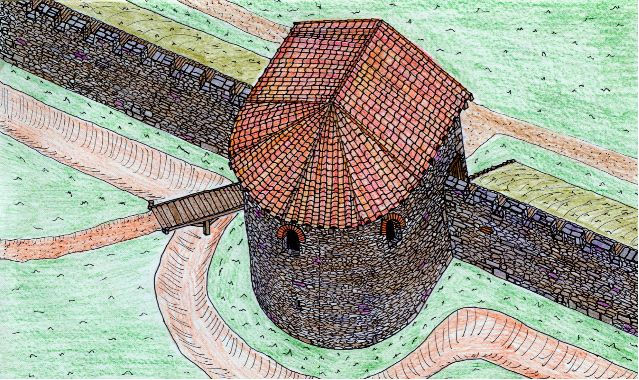
Rekonstruktionsversuch eines spätantiken Hufeisenturmes nach dem Vorbild des westlichen U-Turms im Kastell Favianis/Österreich

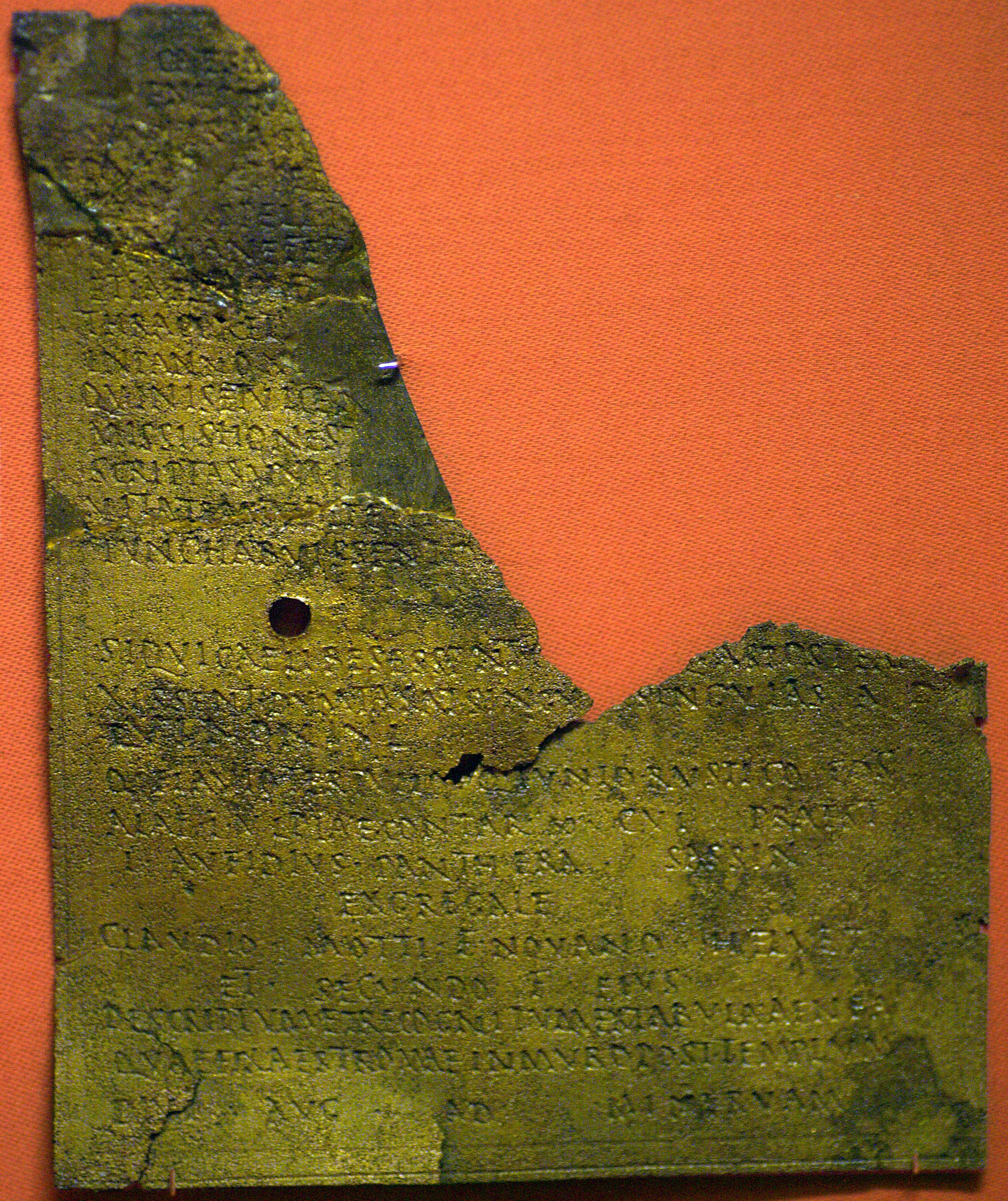
Fragment eines Militärdiploms, ausgestellt um 133 n. Chr., mit Erwähnung der ala I U[lpia co]ntar(iorum), gefunden in Győr, (Museum Carnuntinum)

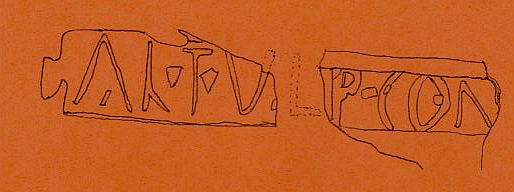
Ziegelstempel der ala I Ulpia contarorium

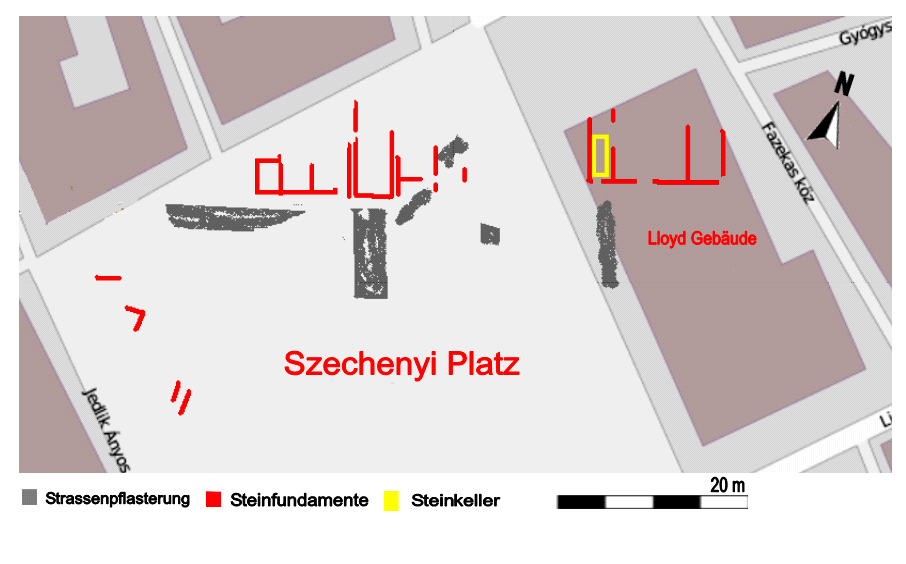
Befundskizze des Vicus (Grabungen am Szechenyi-Platz)

Das Kastell Arrabona war ein römisches Militärlager, dessen Besatzung für Sicherungs- und Überwachungsaufgaben entlang der mittleren Donau zuständig war. Der Strom bildete in weiten Abschnitten die römische Reichsgrenze. Die Überreste des Kastells liegen heute auf dem Stadtgebiet von Győr im Komitat Győr-Moson-Sopron in Ungarn.
Das Kastell war eine der frühesten römischen Befestigungen am  pannonischen Limes, Stützpunkt der Hilfstruppenkavallerie (Auxiliar) und neben Kastell Klosterneuburg das zweite Auxiliarlager in Oberpannonien mit einer 1000 Mann starken Besatzung. Es war vermutlich vom 1. bis in das 4. Jahrhundert n. Chr. kontinuierlich mit römischen Truppen belegt. In der Spätantike lagen im Kastell auch Marinesoldaten der in Vindobona und Carnuntum stationierten Legionen. Das Fundmaterial aus dem Kastell und seiner Umgebung zeugt von einer nachmilitärischen Nutzung durch die Zivilbevölkerung ab dem 5. nachchristlichen Jahrhundert. Die Funde der Gräberfelder vermittelten einen guten Eindruck vom Niedergang der römischen Kultur und dem zunehmenden Aufkommen barbarischer Elemente in einem Limeskastell zur Zeit der Völkerwanderung.

## Lage und Funktion
Arrabona liegt im westlichen Pannonien, der Kleinen Ungarischen Tiefebene. Dort münden die Raab und die Rabnitz in die Mosoni Duna (Moson-Donau oder Kleine Donau), einen rechtsseitigen Seitenarm des Hauptstromes. Östlich der heutigen Stadt Győr verengt sich die Tiefebene zu einem schmalen Streifen, bei Almásneszmély reichen die Höhenzüge bis ans Donauufer heran. Aufgrund dieser topographischen Gegebenheiten war dort nur eine weniger stark befestigte Verteidigungslinie zur Sicherung der römischen Reichsgrenze notwendig. Kastelle standen dort meist nur an der Mündung von Bächen und an der Stelle, wo sich der südliche Nebenarm wieder mit dem Hauptstrom der Donau vereinigte.
Das Lager selbst befand sich auf einer vor Hochwasser sicheren Erhebung an der Mündung der Raab in die Mosoner Donau, heute als Káptalan-Hügel bekannt. Auf ihm wurde im Mittelalter über der Kastellruine eine neue Befestigung, die Püspökvár (Bischofsburg) errichtet. Der Ort zählte verwaltungsrechtlich zunächst zur Provinz Pannonia Superior und ab der Reichsreform des Diokletian zur neu gegründeten Pannonia Prima.
Die Besatzung sicherte einen stark frequentierten Flussübergang an der Limesstraße (via iuxta Danuvium), am Abschnitt zwischen Carnuntum und dem Legionslager Brigetio und den Endpunkt einer wichtigen Diagonalstraße, die die Donau mit den Städten Savaria (Szombathely), Mursella, Sopianae (Pécs) und Tricciana weit im Inneren der Provinz verband. Dort existierte bis ins Mittelalter eine Fährverbindung zwischen dem Ort Vének und dem Südufer der Donau.

## Name
Der antike Ortsname stammt wohl ursprünglich aus dem keltischen Sprachkreis. Er wurde über acht Jahrhunderte hindurch verwendet und existiert bis heute in verschliffener Form im deutschen Raab weiter.
In antiken Quellen wird Arrabona im
- Itinerarium Antonini,
- in der Tabula Peutingeriana („Arrabo“),
- in der Notitia Dignitatum („Arrabonae“)
- und beim Geographen von Ravenna („Anon“)

erwähnt.

## Forschungsgeschichte
Der Standort des römischen Lagers auf dem Káptalan-Hügel ist seit dem frühen 20. Jahrhundert bekannt. Lesefunde und Sondagen ließen hier auf den Kernbereich des römischen Stützpunktes schließen. Die frühesten römischen Siedlungsspuren wurden in ca. 7 Meter Tiefe nachgewiesen. Das römerzeitliche Areal konnte wegen der dichten Überbauung aber nur sehr oberflächlich untersucht werden.
Die frühesten Fundberichte aus dem Bereich des Széchenyi-Platzes stammen aus dem Jahr 1949, als Sandor Mihany dort erstmals einige römische Mauerstrukturen beobachten konnte. 1954 stieß László Barkóczi bei Sondierungen im Innenhof des Museums auf eine römische Straße, vermutlich eine der Ausfallstraßen des Kastells. Erste genauere Erkenntnisse über das Kastell wurden durch Grabungen im Jahre 1956 (u. a. Klärung der Stratigraphie) erzielt. Zwischen 1968 und 1970 wurde ein kleiner Teil des Vicusareals am Széchenyi-Platz systematisch durch Dénes Gabler, Eszter Szönyi und Peter Tomka bis in eine Tiefe von drei bis fünfeinhalb Metern erkundet. Aufgrund dieser Ergebnisse konnte eine Chronologie der Siedlungsabfolge erstellt werden. 1998 bis 1999 konnten Ezter Szöny und Peter Tomka weitere 200 Quadratmeter des Platzes untersuchen. 2008 bis 2009 ermöglichte die Neugestaltung des Platzes und die Sanierung des sogenannten Lloyd-Gebäudes an seiner Ostseite einige Notgrabungen, bei denen aber auf Grund der Bauvorgaben nicht sehr tief in die archäologische Schichtenfolge eingedrungen werden konnte. Römerzeitliche Funde wurden bei diesen Grabungen daher vor allem im Keller des Lloyd-Gebäudes gemacht. Aber auch auf der Westseite des Platzes kamen einige antike Befunde ans Tageslicht. Die Anzahl der wissenschaftlich dokumentierten Bestattungen auf dem Gräberfeld des 5. Jahrhunderts konnte auf 70 erhöht werden.
Ein kleiner Teil der spätantiken Südmauer des Kastells wurde im Bischofspark konserviert und im Rahmen eines archäologischen Schaugeländes der Öffentlichkeit zugänglich gemacht.

## Entwicklung
Im Gebiet um Győr und entlang der mittleren Donau ließen sich schon früh Siedlungsspuren der unterschiedlichsten Kulturen (beispielsweise bronzezeitliche Urnengräber unter dem Lloyd-Gebäude und im Hof des Xantus János Múzeum) nachweisen. Eine erste größere keltische Siedlung auf dem Káptalan-Hügel entstand im 5. Jahrhundert v. Chr. Aktivitäten römischer Händler sind in Arrabona erstmals für das 1. Jahrhundert v. Chr. nachweisbar. Um 10 v. Chr. besetzten die Römer auch den nördlichen Teil des heutigen Westungarns und gliederten es in ihren Machtbereich ein. Nach Niederschlagung des großen pannonisch-dalmatischen Aufstandes im Jahre 9 n. Chr. wurde Illyricum geteilt. Sein nördlicher Teil fiel dabei der neu eingerichteten Provinz Pannonien zu.
Den Keramikfunden nach zu urteilen, errichteten die Römer ab dem ersten Viertel des 1. Jahrhunderts entlang des gesamten südlichen Donauufers die ersten Armeestützpunkte in unterschiedlicher Größe. Das frühe Holz-Erde-Kastell von Arrabona zählt zu diesen militärischen Anlagen und entstand wohl um die Mitte des 1. Jahrhunderts n. Chr. als Teil eines neuen Konzeptes zur flächendeckenden Überwachung der neuen Reichsgrenze. Zu diesem Zweck löste Kaiser Vespasian die letzten Militärlager im Inneren Pannoniens auf und verlegte deren Besatzungen in die neuen Kastelle an der Donau. Damit waren gleichzeitig auch die Voraussetzungen für die Entstehung des oberpannonischen Limes geschaffen worden. In dieser Zeit avancierte das Kastell laut einer Inschrift zur Residenz eines praefectus ripae Danuuii et civitatum duarum Boiorum et Azaliorum. Im frühen 2. Jahrhundert wurde das Holz-Erde-Kastell von der ala I contarorium milliaria abgetragen und in Steinbauweise neu errichtet. Es war nach dem Kastell in Klosterneuburg das zweite Hilfstruppenlager der Pannonia superior, in das eine Besatzung von über 1000 Mann gelegt wurde; solche Einheiten stellten für ihren jeweiligen Befehlshaber ein bedeutendes Kampf- und Machtpotential dar. 166 bis 167 n. Chr. setzten Markomannen und Quaden erneut über die Donau und brandschatzten die pannonischen Gebiete. Der Angriff konnte zwar unter anderem mit Hilfe der Kavallerietruppe aus Arrabona abgewehrt werden, diese Kampfhandlungen waren jedoch nur ein erster Vorgeschmack für kommende, noch viel verheerendere Einfälle der transdanubischen Barbarenvölker.
In der Regierungszeit von Konstantin I. wurde das Lager verkleinert, dafür aber wesentlich stärker befestigt. Rom konnte seine Herrschaft über die Region noch bis in das späte 4. Jahrhundert aufrechterhalten. Das reguläre römische Militär zog schließlich – vermutlich in den Jahren um 380 – endgültig aus Arrabona ab, worauf sich das Kastell in ein ziviles Oppidum wandelte, in dem hauptsächlich die Bewohner des Kastellvicus und des Umlandes vor den Wirren der Völkerwanderung Schutz fanden. Die letzten römischen Münzfunde im Kastell stammen aus der Zeit des Valentinian I. und seines Bruders und Regenten des Ostens, Valens. Mit der vertraglichen Übergabe Pannoniens an die Hunnen zwischen 406 und 433 n. Chr. lösten sich auch die römischen Verwaltungsstrukturen in Oberpannonien auf. Trotz ständiger Bedrohung durch neu einwandernde Stämme aus dem Osten blieb das Kastell aber durchgehend bewohnt.
Um 500 wanderten Slawen und Langobarden in die Region ein. Ab 547 oder 568 beherrschten die Awaren bis ca. 800 das Gebiet um Arrabona. Später geriet es unter fränkischen und vor allem slawischen Einfluss. Zwischen 880 und 894 war der Ort ein Teil des Großmährischen Reiches und fiel dann für kurze Zeit wieder unter ostfränkische Dominanz. Um 900 besetzten die Magyaren Arrabona und bezogen die Mauern des konstantinischen Kastells in die Stadtbefestigung ein. Stephan I., der Begründer des Königreichs Ungarn, erhob die aufstrebende Stadt zum Bischofssitz. Sie ist seither unter ihrem ungarischen Namen Győr bekannt.

## Kastell
Am Reiterlager von Arrabona konnten mehrere Bauphasen unterschieden werden:

### Holz-Erde-Kastell
Seine genaue Ausdehnung ist nicht bekannt. Überreste aus tiberischer Zeit wurden bislang nicht entdeckt. Nur aus der claudischen Zeitperiode des Lagers konnten Spuren der offensichtlich mehrmals umgebauten Mannschaftskasernen an der linken Seite der retentura (rückwärtiger Lagerteil) des Kastells beobachtet werden. Ihre Ausmaße betrugen 3 × 3,5 Meter. Südlich der porta decumana (Südtor) stieß man auf die Überreste von Speicherbauten (horreum).

### Steinkastell I
Im frühen 2. Jahrhundert wurde das alte Holz-Erde-Lager beseitigt und durch einen ca. 230 × 150 Meter messenden Neubau (3,45 Hektar) aus Stein ersetzt. Gleichzeitig dehnte man offensichtlich die Lagerfläche noch etwas weiter nach Süden aus. Hinter der Mauer war ein Erdwall aufgeschüttet, der als Wehrgang diente. Auch die Mannschaftsbaracken wurden in Steinbauweise neu errichtet und orientierten sich exakt an ihren hölzernen Vorgängerbauten, ein Anzeichen dafür, dass Letztere bis zum Umbau in ein Steinkastell verwendet wurden. Zwischen den Gebäuden war u. a. auch eine sechs Meter breite, gepflasterte Straße angelegt worden. Da Trennwände und Fußböden mehrmals erneuert wurden, nimmt man an, dass auch diese Kasernen über einen langen Zeitraum hindurch genutzt wurden. Eine dieser Wände wies noch Spuren von Freskenbemalung auf, vielleicht diente das Gebäude einst als Unterkunft des Lagerkommandanten (praetorium). Die Gebäude der Steinperiode I wurden vermutlich bis ins 4. Jahrhundert verwendet. Von Wehranlagen dieser Periode konnten hingegen keine Überreste freigelegt werden. Südwestlich des Kastells stieß man auf die Ruine des Lagerbades, das vermutlich von Angehörigen der ala I Ulpia contarorium milliaria errichtet worden war. Das Frischwasser für den Betrieb des Bades wurde aus der Raab entnommen.

### Steinkastell II
Im 4. Jahrhundert wurde das Kastell wieder auf schätzungsweise 150 × 150 Meter verkleinert; die Befestigungen wurden durch Einbau von vorspringenden, hufeisenförmigen Zwischentürmen und vermutlich fächerförmigen oder runden Ecktürmen den Neuerungen im spätrömischen Festungsbau angepasst. Der vollkommen neu errichtete Abschnitt der Umfassungsmauer im Süden war bis zu 3,2 Meter dick, 2,8 Meter breit und bestand im Kern aus Gussmauerwerk aus Bruchsteinen. Sie war stellenweise noch drei Meter hoch erhalten und konnte von den Archäologen bis auf eine Länge von 40 Metern verfolgt werden. Die äußere Verschalung bestand aus behauenen Quadersteinen. An der Südmauer stieß man auch auf die Reste eines der hufeisenförmigen Zwischentürme. Von der spätrömischen Innenbebauung konnten nur kurze Mauerpassagen freigelegt werden. Am Ende des 4. oder Anfang des 5. Jahrhunderts verlor das Kastell seine militärische Bedeutung und wurde der Zivilbevölkerung überlassen. Der innere Erdwall wurde danach abgetragen bzw. teilweise überbaut. Einige der in dieser Zeitperiode entstandenen Gebäude standen auf Steinfundamenten aus Trockenmauerwerk. Ihre Trennwände waren in Blockbauweise oder Fachwerk errichtet und die Böden mehrmals neu aufgeschüttet worden. Andere Bauten waren nur in einfachster Holzbauweise mit Wänden aus lehmbeworfenem Rutengeflecht errichtet, darunter ein Lagerhaus für Getreide, das später durch ein Feuer wieder zerstört worden war. Gegen Ende des 5. Jahrhunderts glich das Kastell in seinem Erscheinungsbild wohl eher einem Dorf der Völkerwanderungszeit als einer spätrömischen Festung.

## Garnison
Folgende Besatzungseinheiten sind für Arrabona bekannt bzw. wahrscheinlich:
| Zeitstellung          | Truppenname | Bemerkung |
| --------------------- | --- | --- |
| 1. Jahrhundert        | Ala I Pannoniorum (die erste Schwadron der Pannonier) | Einige Grabsteine von Kavalleristen dieser Einheit belegen, dass dort schon ab der Regierungszeit des Tiberius eine römische Reitereinheit lag. |
| 1. Jahrhundert        | Ala prima Augusta Ituraeorum Sagittariorum (das erste augusteische Reiterschwadron der Bogenschützen aus Ituräa) | Diese ursprünglich im Orient (Palaestina) angeworbene Einheit dürfte unter Kaiser Claudius die Besatzung des frühen Holz-Erde-Kastells gestellt haben. |
| 1. Jahrhundert        | Ala prima Hispanorum Aravacorum (die erste hispanische Schwadron der Arevaker) | Die Einheit ersetzte zur Zeit Neros die ala I Augusta Ituraeorum als Kastellbesatzung. Diese rund 700 Mann starke, ursprünglich aus Hispanien stammende Einheit (Moncloa-Aravaca ist heute ein Stadtteil von Madrid), lag seit vorflavischer Zeit ständig im oberpannonischen Grenzgebiet. Ihre ersten pannonischen Stützpunkte waren wahrscheinlich Carnuntum und im Anschluss daran Arrabona. An beiden Orten kam je eine Grabinschrift eines ihrer Soldaten zu Tage. Sehr wahrscheinlich kam die Truppe später auch in den Dakerkriegen Trajans zum Einsatz. Wie ein in Regensburg gefundenes Militärdiplom beweist, stand sie am 16. Dezember 113 wieder in Oberpannonien. Nach Ablösung durch die Ala I Ulpia contariorum milliaria bezog die ala einen anderen, bisher nicht gesicherten Standort. |
| 2. bis 3. Jahrhundert | Ala prima Ulpia contariorum milliaria civium romanorum (die erste Schwadron der Lanzenreiter des Ulpius, 1000 Mann stark, römische Bürger) | Diese Lanzenreitereinheit (contus = Lanze) rückte zu Beginn des 2. Jahrhunderts, in der Regierungszeit des Kaisers Tajan, in Arrabona ein. Ihre Soldaten waren dort bis ins 3. Jahrhundert stationiert. Auch die Namen von drei ihrer Praefecten sind durch Inschriften überliefert: Gaius Aelius Brocchus, Titus Flavius Flaccus und Titus Flavius Italicus. Zwischen 166 und 167 wurde die Einheit von Marcus Valerius Maximianus befehligt. |
| 3. bis 5. Jahrhundert | - Cuneus equitum Stablesianorum ("eine Schar Gardereiter") und - Equites promoti ("ausgewählte oder abkommandierte Reiter") - Praefectus legionis decimae et quartae decimae geminae geminarum militum liburnariorum (ein Präfekt der Marinesoldaten der zehnten Legion und der vierzehnten Zwillingslegion) | Ab der Spätantike stellten laut der Notitia Dignitatum eine gemischte Reitereinheit und zwei Legionsvexillationen Marinesoldaten unter dem Befehl eines Dux Pannoniae Primae et Norici Ripensis die Kastellbesatzung. |

## Vicus
Das Lager war an seiner Ost- und Südseite von einem mehrphasigen Vicus umgeben. Gegen Ende des 20. Jahrhunderts fanden in den Lagerdörfern von Arrabona, Budapest-Albertfalva, Matrica und Intercisa umfangreiche Grabungen statt, die zeigten, dass diese in ihrer Glanzzeit eine Ausdehnung von 20 bis 30 Hektar erreicht hatten. Ihr Siedlungsgefüge orientierte sich an der Limesstraße und an den anderen zu den Lagern führenden Straßen. Entlang dieser Zufahrtsstraßen entwickelte sich in mehreren Phasen die Gebäudebebauung. In den Markomannenkriegen wurde der Vicus größtenteils zerstört, aber unter den Severern wieder in Opus-spicatum-Technik wieder aufgebaut. In den meisten Fällen wurden die Häuser dabei exakt über ihren Vorgängerbauten errichtet. Die Innenräume mit Terrazzoböden waren verputzt und die Dächer mit Ziegeln (tegulae, imprex) gedeckt. Die Siedlungstätigkeit ebbte ab der Mitte des 4. Jahrhunderts wieder deutlich ab. Der Vicus wurde schließlich ganz aufgegeben und seine Bevölkerung zog sich, wie häufig auch an anderen Orten des pannonischen Limes festgestellt werden konnte, hinter die Mauern des Kastells zurück. Teile der Brache wurden ab der Spätantike als Gräberfeld genutzt.
Am Széchenyi-Platz stieß man auf früheste Bauten aus dem 1. Jahrhundert. Noch in einer Entfernung von 300 bis 400 Metern von dem Platz waren die Reste des Vicus zu beobachten. Es handelte sich um Pfostenständerbauten auf Schwellbalken. Im 2. Jahrhundert wurden diese durch Lehmhäuser auf waagrecht geschichteten, ca. 20 cm tiefen Steinfundamenten ersetzt. Die Häuser standen dicht nebeneinander, was auf eine einheitliche Konstruktion (Streifenhaus) und zentrale Planung bei der Bemessung der Bauparzellen schließen lässt. Sie wurden nach und nach von erstmals ab der Regierungszeit des Hadrian vollkommen in Steinbauweise errichteten Gebäuden abgelöst. Ihre Ausrichtung orientierte sich nicht mehr exakt an den Fundamenten der Vorgängerbauten. Im Inneren konnten mehrere Bodenniveaus festgestellt werden, was bedeutet, dass es sich um mehrphasig errichtete Gebäude gehandelt haben muss. Die Gebäude am Széchenyi-Platz reihten sich mit ihren Giebelseiten entlang der Nordseite einer gepflasterten, von Ost nach West verlaufenden Straße auf und dürften Wohnhäuser mit kleinen Werkstätten und Läden im Untergeschoss gewesen sein. Manche von ihnen, wie z. B. ein Gebäude an der Nordostseite des Platzes, besaßen zur Straße hin auch einen Säulenvorbau (Portikus). Unter dem Lloyd-Gebäude kam 2009 ein römisches Wohnhaus mit Bretterboden und einem 3,2 m × 5 m großen Steinkeller mit einem Fenster bzw. einer Einfüllöffnung zum Vorschein. Es ist der einzige römerzeitliche Steinkeller, der bisher in Pannonien ausgegraben werden konnte. Westlich des Lloyd-Gebäudes vermutet man den Marktplatz (forum) des Vicus. Die bisher untersuchten Gebäude dieser Bauphase waren handwerklich sehr sorgfältig ausgeführt. Einige Viertel der Siedlung wiesen sogar eine annähernd stadtähnliche Bebauung auf. Funde von Keramik und Fragmente von Dingen des täglichen Bedarfes zeugen von einem gewissen Wohlstand ihrer Bewohner.

## Gräberfelder
Die Verstorbenen aus dem Kastell und der Zivilsiedlung wurden auf Gräberfeldern und in einer Nekropole entlang der beiden großen Römerstraßen bestattet, die sich bei Arrabona kreuzten. Östlich der Zivilsiedlung stieß man an der Straße in Richtung Brigetio um die Mitte des 19. Jahrhunderts auf die ersten antiken Bestattungen. Es ist das älteste bisher bekannte Gräberfeld von Arrabona. Bei Notgrabungen zwischen 2005 und 2006 wurden weitere Gräber (Brand- und Körperbestattungen) untersucht. Sie stammten in der Mehrzahl aus dem 1. und 2. Jahrhundert. An der Straße nach Savaria (sogenanntes Kalvarienberg-Gräberfeld) reichten sie bis unmittelbar an das Kastell heran. Einige der Verstorbenen waren in Sarkophagen bestattet worden. Diese Gräber wurden an der Wende vom 3. zum 4. Jahrhundert angelegt. Im 3. Jahrhundert wurde das Gräberfeld aber nur noch gelegentlich benutzt und im 4. Jahrhundert schließlich gänzlich aufgegeben. Im zerstörten Vicus wurde im 2. Drittel des 5. Jahrhunderts von den Hunnen ein weiteres Gräberfeld angelegt, in dem Anfang der 1950er Jahre u. a. einige künstlich deformierte Schädel ans Tageslicht kamen (Grab 9).

## Temporäres Holz-Erde-Lager (Lager Arrabona 1)
Östlich des Kastells auf dem Káptalan-Hügel wurden auf einem Luftbild aus dem Jahr 1999 außerhalb des heutigen Stadtgebiets Teile eines weiteren Holz-Erde-Lagers entdeckt.  Die auf landwirtschaftlich genutztem Boden gelegenen Strukturen zeigten den südlichen und östlichen Teil der nordöstlich-südwestlich orientierten Anlage. Die abgerundeten Ecken der Umwehrung deuten auf ihre Erbauung in der mittleren Kaiserzeit hin. Da sich im Inneren mögliche Gebäudespuren ausmachen lassen,  war dieses Lager vielleicht länger belegt. Feldbegehungen brachten mehrere römische Keramikscherben zu Tage.

## Fundverbleib
Die Funde aus Arrabona und aus Fundstätten in der Umgebung von Győr befinden sich in der Sammlung des Xántus János Múzeums. Steindenkmäler und Inschriften wurden in den westlichen Kasematten der Bischofsburg aufgestellt.

## Limesverlauf zwischen Kastell Arrabona und Kastell Ad Statuas (Ács-Vaspuszta)
| Strecke | Name/Ort                                                     | Beschreibung/Zustand |
| ------- | ------------------------------------------------------------ | --- |
| 1       | Győr-Likócs (Burgus Arrabona 1)                              | Die Existenz dieser Turmstelle und einer römerzeitlichen Siedlung wurde von dem Archäologen Dénes Gabler vermutet. Der Fundort befindet sich heute auf einer großflächigen Erhebung an der Pest-Straße (Pesti út) westlich der Landstraße 1. Mitte der 1960er Jahre wurde ein Teil des Hügels bei Sicherungsarbeiten, die nach einer großen Donauüberschwemmung notwendig geworden waren, abgetragen. Damals fanden Notgrabungen statt, bei denen römische Keramik und Münzen geborgen wurden. An der Römerstraße (Romai út) konnten außerdem drei spätantike Körpergräber untersucht werden. |
| 1       | Győrszentiván-Esztergető (Burgus Arrabona 2)                 | Auf einer bewaldeten Anhöhe entlang der Nordseite der Landstraße 1, die in diesem Bereich nahe am Donauufer entlangführt, stieß Gabler auf Kalksteine, Dachziegel- und Mauerverputzfragmente. Der Archäologe mutmaßte dort einen rund 10 × 10 Meter großen Burgus, den er aufgrund von Terra-Sigillata-Funden, die während der Feldbegehungen zu Tage kamen, in das 2. bis 3. Jahrhundert datierte. Den Dimensionen nach könnte das Bauwerk auch der Spätantike angehört haben und das Fundgut auf einen älteren, hölzernen Wachturm hinweisen. Auf einem Luftbild, das im Winter 2010 entstand, konnte erstmals das Grabenwerk des Turms nachgewiesen werden. |
| 1       | Győrszentiván (Burgus Arrabona 8)                            | Nördlich von Győrszentiván und rund 190 Meter nördlich der Landstraße 1 liegen auf einer landwirtschaftlich genutzten Fläche nahe einem Altarm der Donau möglicherweise die Überreste einer hochwassergeschützten Wachturmstelle. Der Ort befindet sich rund 800 Meter nordwestlich der Kreuzung nach Győrszentiván-Újmajor. Ein Luftbild aus dem Jahr 1955 lässt eine quadratische Struktur erkennen, die von zwei spekulativen, rechteckigen Gräben umgeben ist. Die äußere grabenähnliche Struktur, die parallel zur heutigen Landstraße 1 verläuft, ist rund 56 Meter lang. Die Landstraße könnte sich dort mit der antiken Limesstraße decken. Die rechtwinklig an den möglichen Graben ansetzenden Grabenachsen, die zur Donau hin verlaufen, sind rund 57 bis 58 Meter lang. Die innere grabenähnliche Struktur könnte eine Fläche von rund 27 × 27 Metern umfassen. Der spekulative Doppelgraben könnte sieben bis acht Meter breit gewesen sein. Eine durch den Archäologen Zsolt Visy veranlasste Feldbegehung blieb ohne Befunde, die auf einen Wachturm schließen lassen könnten. |
| 1       | Győrszentiván-Újmajor (Burgus Arrabona 3)                    | Im Winkel südlich der Landstraße 1 zur Zufahrt Győrszentiván-Újmajor wurden auf einer kleinen Erhebung von Gabler menschliche und tierische Knochen, Kalksteine sowie römische Ziegelfragmente beobachtet. Der Archäologe kam zu dem Schluss, dass die Funde auf die Existenz eines römischen Wachturms und einer mittelalterlichen Kirche hinweisen. |
| 1       | Győrszentiván-Károlyháza – Véneki csárda (Burgus Arrabona 4) | Der auf einem 15 × 15 Meter großen und noch 1,50 Meter hohen Turmhügel gelegene Fundplatz wurde erstmals auf dem bereits genannten Luftbild aus dem Jahr 1955 als solcher erkannt. Da vor Ort bis heute keine Ausgrabungen stattfanden, sind nähere Angaben zu diesem Burgus nicht möglich. Das eigentliche Gebäude scheint 25 Meter im Durchmesser groß gewesen zu sein. Ein leicht rautenförmiger Umfassungsgraben misst rund 74 × 74 Meter. Die Grabenweite könnte bei zwölf Metern liegen. Bei einer Feldbegehung am 25. Mai 1985 wurden viele Bruchstücke römischer Dachziegel und umherliegende Kalksteine gefunden. Verschiedene Typen von Dachziegelfragmenten lassen vermuten, dass der Burgus – oder zumindest dessen Dach – mindestens einmal erneuert wurde. Zum Fundmaterial dieser Stelle gehört auch ein Ziegelstempel der Legio XIIII Gemina (LEG XIIII G M V). Das Alter der Anlage kann nicht genau bestimmt werden. Die römische Limesstraße verlief in diesem Bereich etwas südlicher als die heutige Landstraße, jedoch fast parallel zu dieser. Heute ist dieses antike Straßenstück durch den ab 2007 erfolgten Bau eine Bahntrasse zum Donauhafen Győr-Gönyű und eines Industriebahnhofs sowie durch einen 2012 errichteten Industriebau in großen Teilen zerstört.                                                         |
| 1       | Győr-Gönyű (Burgus Arrabona 5)                               | Ein 1952 entstandenes Luftbild zeigt in schwachen Umrissen erstmals eine weitere bisher archäologisch unbestätigte Turmstelle in einer aufgelassenen Schottergrube. Der mutmaßliche Standort liegt rund zwei Kilometer östlich von Arrabona 4 entfernt und rund 140 Meter nördlich der Landstraße 1. In der Mitte der fast quadratischen Strukturen ist als dunkle Verfärbung möglicherweise der eigentliche Burgus auszumachen. Die Färbung hat eine ungefähre Größe von 30 × 30 Metern. Das nord-südlich verlaufende Grabenwerk ist leicht nach Osten verschoben, während sich die west-östlich orientierten Gräben nach Norden neigen. Doppelgräben zeigen sich auf dem Luftbild lediglich an der Ost- und Nordseite. Zu den anderen Himmelsrichtungen hin ist lediglich je ein singulärer Graben erkennbar. Die maximale Ausdehnung der Gräben beträgt rund 100 × 100 Meter. Somit wäre die Anlage größer als die üblichen bekannten Burgi. Durch den Förster ist überliefert, dass die Menschen während des Schotterabbaus viele alte Münzen fanden. Während zweier Feldbegehungen am 25. Mai 1985 und am 1. November 1990 konnte Visy weder Lesefunde bergen, noch zeigten sich irgendwelche Anzeichen, die auf einen Burgus hätten hindeuten können. Doch wäre es auch möglich, dass der Schotterabbau diese Spuren vernichtet haben könnte. |
| 1       | Gönyű, Irányi Dániel utca (Burgus Arrabona 6)                | Die bereits genannte Luftaufnahme von 1952 zeigt eine weitere mögliche Turmstelle auf landwirtschaftlich genutztem Boden. Heute ist das Areal überbaut und liegt inmitten der Gemeinde Gönyű. Das Luftbild zeigt auch Spuren der noch im Mittelalter genutzten Limesstraße, die 45 Meter nördlich an der Turmstelle in Richtung Osten vorbeiführte. Die neuzeitliche Straßenführung der Siedlung nimmt keine Rücksicht auf die ebenfalls inzwischen überbaute alte Trasse. Die historische Aufnahme zeigt den eigentlichen Wachturm als helle, viereckige Struktur. Diese ist von zwei dunkleren Streifen – möglicherweise einem Doppelgraben – umgeben. Zwischen diesen beiden Streifen lässt sich eine hellere Einfassung ausmachen. Der äußere Umfang der Anlage beträgt rund 68 × 68 Meter, der innere dunkle Streifen umschließt eine Fläche von 43 × 43 Metern. Aufgrund der modernen Überbauung ist es nicht mehr möglich, durch Feldbegehungen zu überprüfen, ob an dieser Stelle mit römischen Funden zu rechnen ist. Da sich der mögliche Turm mit seinen Gräben am Verlauf der Limesstraße ausrichtet, besteht eine hohe Wahrscheinlichkeit, hier mit einer römischen Station zu rechnen. |
| 1       | Bakonyérbach/Gönyű-Proletarieracker (Burgus Arrabona 9)      | Auf einer Anhöhe östlich von Gönyű, an der Mündung des Bakonyerbaches, Flur Proletarieracker, wurde von Eszter T. Szőnyi 1975 ein Wachturm (Burgus Arrabona 7) ergraben. Die Flur liegt am Rande einer Hügelkette mit Blick auf die Donau nördlich der heutigen Landstraße 1. Es ist möglich, dass nahe der damaligen Grabungsstelle ein weiterer Wachturm stand, da ein Luftbild schwache aber regelmäßige rechteckige Strukturen zeigt, die mit denen eines römischen Turms übereinstimmen. Die Bodenverfärbungen befinden sich rund 120 Meter vom rechten Ufer des Bakonyérbaches entfernt. Die dunkle äußere Begrenzung – möglicherweise ein rechteckiger Graben – umfasst an ihren Außenseiten rund 50 × 50 Meter. An ihrer Innenseite zeigt sich eine helle Färbung. Die Orientierung des mutmaßlichen Grabenwerks ist west-östlich und nord-südlich. Feldbegehungen brachten keine Befunde. Daher bleibt die Existenz von Arrabona 9 spekulativ. |
| 1       | Bakonyérbach/Gönyű-Proletarieracker (Burgus Arrabona 7)      | Im Jahr 1975 wurde durch Eszter T. Szőnyi der durch den Pflug bereits stark beschädigte Wachturm Arrabona 7 freigelegt. Da lediglich noch die aus Trockenmauerwerk gesetzten Fundamentreste, beziehungsweise deren Rollierung vorhanden waren, ließ sich der Grundriss des Turms nicht mehr genau rekonstruieren. Die Abmessungen des in minderwertiger Qualität ausgeführten Fundamentbereichs betrugen rund 15 × 15 Meter. Der Turm wurde von einem unregelmäßigen ovalen Graben umfasst, dessen Abstand zum Fundament hin stark schwankt. Der zwei Meter breite und noch 1,40 Meter tiefe Graben wurde mit 23 × 27 Metern eingemessen. Bereits vor der Grabung waren typische römische Funde von dieser Stelle geborgen worden, darunter ein Ziegelstempel der Legio XIIII Gemina. Auch 1975 kamen entsprechende römische Funde zu Tage, darunter frühe römische Keramikscherben sowie erneut ein Ziegelfragment mit dem Stempel der Legio XIIII Gemina. Außerdem wurden nahe der Turmstelle zwei bienenstockartig geformte Backöfen untersucht, von denen noch ein Drittel erhalten war. Das Turmareal wird immer noch landwirtschaftlich genutzt. |
| 1       | Nagyszentjános (Burgus Arrabona 10)                          | Durch eine Luftaufnahme von 1952 wurde die Turmstelle erstmals bekannt. Eine Luftbildbefliegung im Winter 2010 belegte, dass die im Unterholz gelegene Stelle noch immer existiert. Die Fundstelle zeichnet sich durch eine dunklere Stelle im Mittelpunkt aus, um die sich ein Doppelgraben legt. Das Grabenwerk orientiert sich an der 70 Meter südlich gelegenen römischen Limesstraße, die sich in diesem Bereich teilt. Die Limesstraße selbst führt direkt auf das nordöstlich gelegene Kastell Ad Statuas zu, ihre nach Südosten ziehende Abzweigung geht ins Landesinnere. Der äußere Graben dieser Turmstelle umschließt ein rund 70 × 70 Meter großes Areal. Feldbegehungen brachten keine römerzeitlichen Befunde. |
| 1       | Ács-Vaspuszta (Kastell Ad Statuas)                           | Das nordpannonische Kastell Ad Statuas befindet sich heute auf der zur Stadt Ács gehörenden Gemarkung nördlich des Gehöfts Vaspuszta. |

## Denkmalschutz
Die Denkmäler Ungarns sind nach dem Gesetz Nr. LXIV aus dem Jahr 2001 durch den Eintrag in das Denkmalregister unter Schutz gestellt. Das Kastell sowie alle anderen Limesanlagen gehören als archäologische Fundstätten nach § 3.1 zum national wertvollen Kulturgut. Alle Funde sind nach § 2.1 Staatseigentum, egal an welcher Stelle der Fundort liegt. Verstöße gegen die Ausfuhrregelungen gelten als Straftat bzw. Verbrechen und werden mit Freiheitsentzug von bis zu drei Jahren bestraft.

### Allgemein
- Kurt Genser: Die Entwicklung des oberpannonischen Limes bis Kaiser Hadrian. In: Franz Humer (Hrsg.): Legionsadler und Druidenstab. Vom Legionslager zur Donaumetropole. Sonderausstellung aus Anlass des Jubiläums 2000 Jahre Carnuntum, Archäologisches Museum Carnuntinum Bad Deutsch-Altenburg. Wien 2007, ISBN 978-3-85460-229-3, S. 73–79.
- Eszter Szönyi: Arrabona/Győr. In: Franz Humer (Hrsg.): Legionsadler und Druidenstab. Vom Legionslager zur Donaumetropole. Sonderausstellung aus Anlass des Jubiläums "2000 Jahre Carnuntum", Archäologisches Museum Carnuntinum Bad Deutsch-Altenburg. Wien 2007, ISBN 978-3-85460-229-3, S. 160–161.
- Jenő Fitz (Hrsg.): Der Römische Limes in Ungarn. Taschenbuch für die Teilnehmer des XI. Internationalen Limeskongresses in Székesfehérvár, Ungarn. Fejér Megyei Múzeumok Igazgatósága, 1976, ISBN 963-01-0523-1, S. 23–25.
- Zsolt Visy: Der pannonische Limes in Ungarn. Theiss, Stuttgart 1988, ISBN 3-8062-0488-8.
- Wilhelm Tomaschek: Arrabona. In: Paulys Realencyclopädie der classischen Altertumswissenschaft (RE). Band II,1, Stuttgart 1895, Sp. 1224.

### Einzelstudien

#### Kastell Arrabona
- Szilvia Bíró: Neue Angaben zum Vicus von Arrabona. In: Szilvia Bíró (Hrsg.): Ex officina, Studia in honorem Dénes Gabler, Győr-Moson-Sopron Megyei Múzeumok Igazgatósága, Mayar Tudományos Akadémia Regeszeti Intézete, Győr 2009, S. 49–63.
- Eszter T. Szőnyi: Arrabona topográfiája, Topographie Arrabonas (= Győr-Moson-Sopron Megyei Múzeumok. Band 1), Győr 1992, ISBN 963-04-1995-5.
- Eszter T. Szőnyi: Archäologische Daten zur frühesten Besatzungstruppe von Arrabona. In: Hermann Vetters, Manfred Kandler (Hrsg.): Akten des 14. Internationalen Limeskongresses 1986 in Carnuntum (= Der römische Limes in Österreich 36/1–2). Verlag der Österreichischen Akademie der Wissenschaften, Wien 1990, ISBN 3-7001-1695-0, S. 667–674.
- Eszter T. Szőnyi: Forschungen im Auxiliarkastell von Arrabona. In: Alba Regia 19 (1979), S. 135–143.
- Peter Tomka: Kulturwechsel der spätantiken Bevölkerung eines Auxiliarkastells: Fallbeispiel Arrabona. In: Herwig Friesinger, Alois Stuppner (Hrsg.): Zentrum und Peripherie – Gesellschaftliche Phänomene in der Frühgeschichte Materialien des 13. Internationalen Symposiums ‚Grundprobleme der frühgeschichtlichen Entwicklung im mittleren Donauraum‘, Zwettl, 4.–8. Dezember 2000. Verlag der Österreichischen Akademie der Wissenschaften, Wien 2004, S. 389–409.

#### Burgus Arrabona 7
- Eszter T. Szőnyi: Gönyü, Proletár dülő. In: Régészeti Füzetek 1, 29 (1976), S. 38.
- Eszter T. Szőnyi: Gönyü, Proletár dülő. In: Arrabona 18, 1976, S. 308.